# Lutowiska

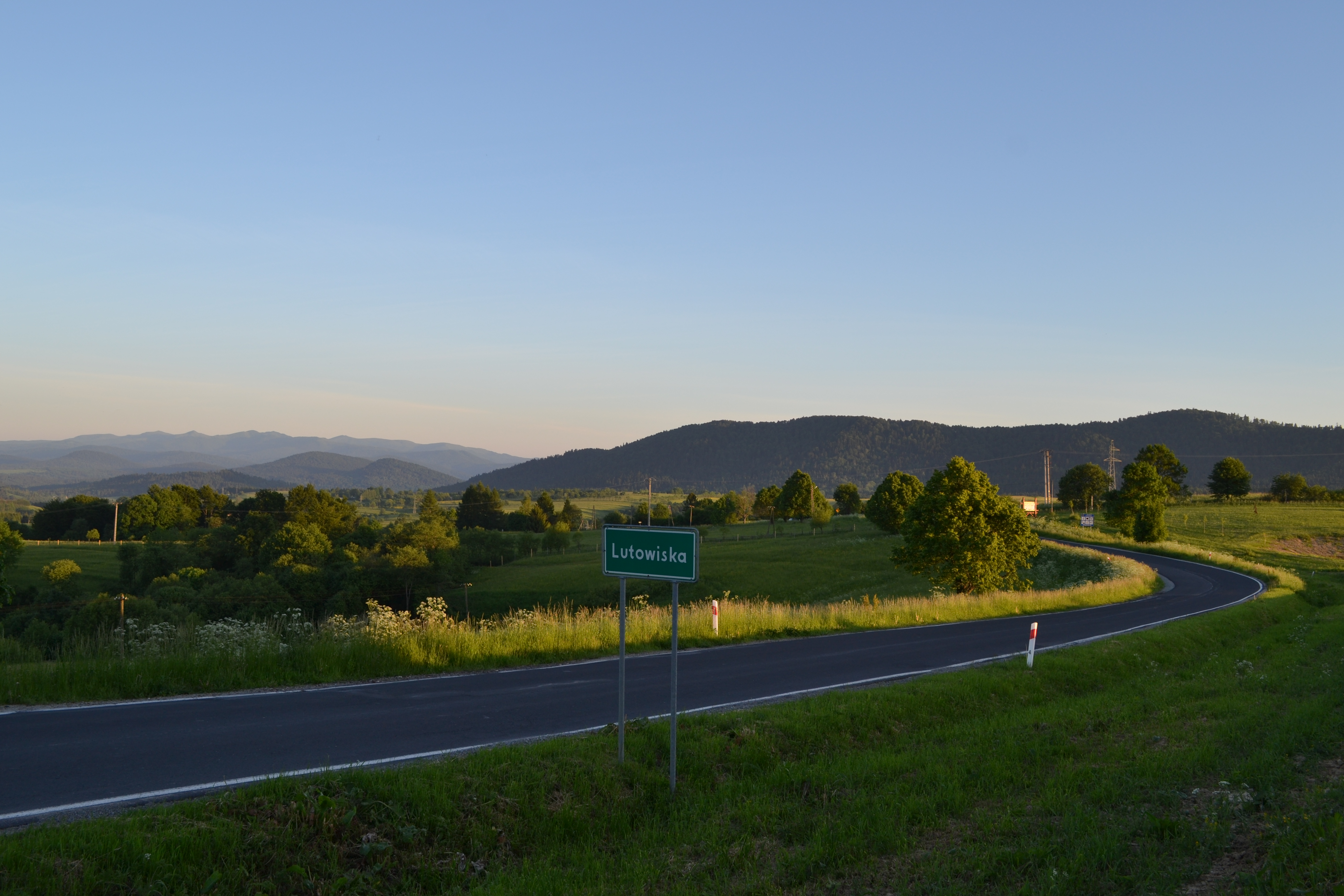
Droga wojewódzka biegnąca przez Lutowiska

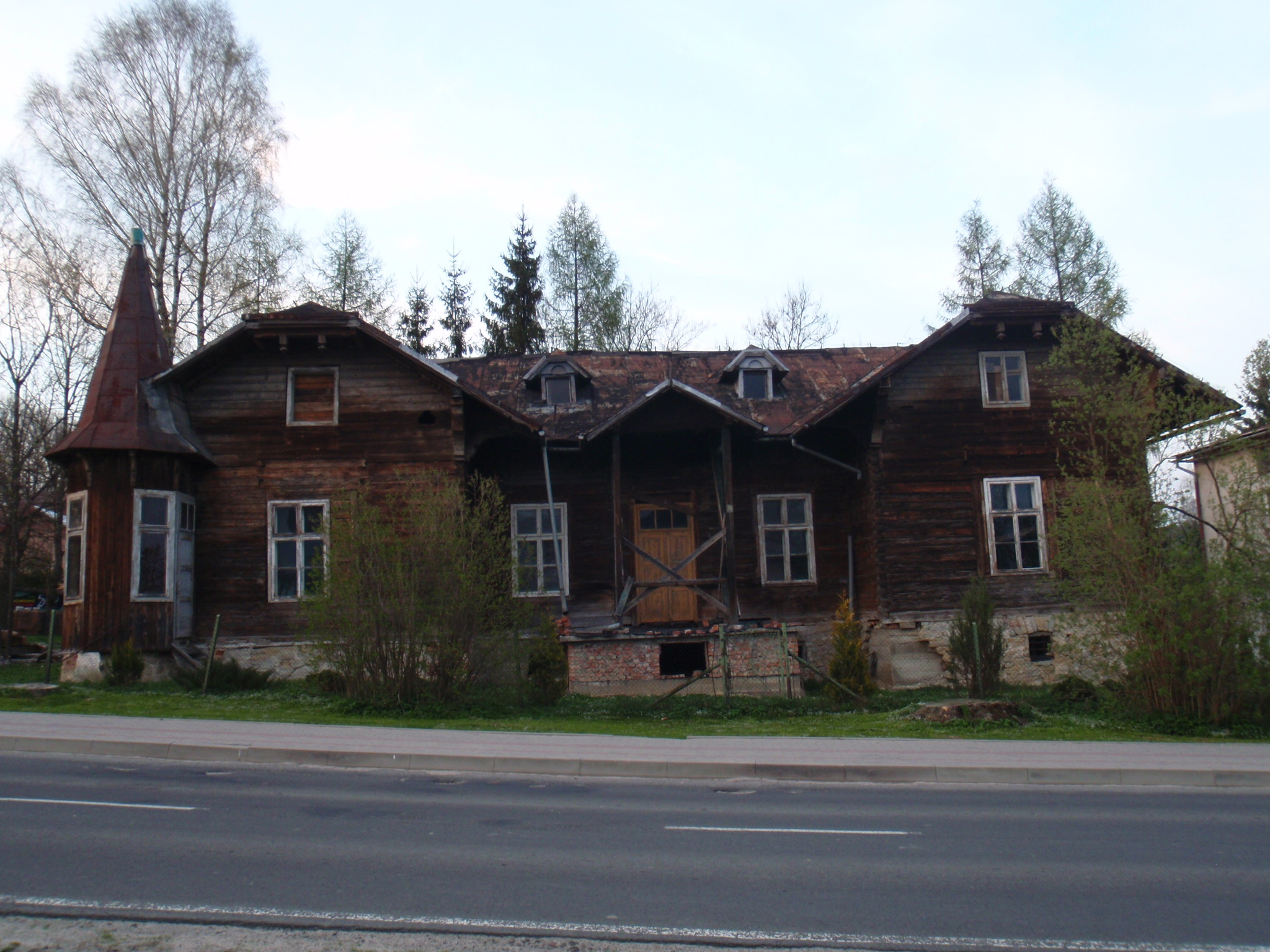
Budynek pochodzący z pocz. XX w. Na początku mieszczący Hotel Penera, później szkołę żydowską. Po wojnie placówka WOP. Obecnie w remoncie.

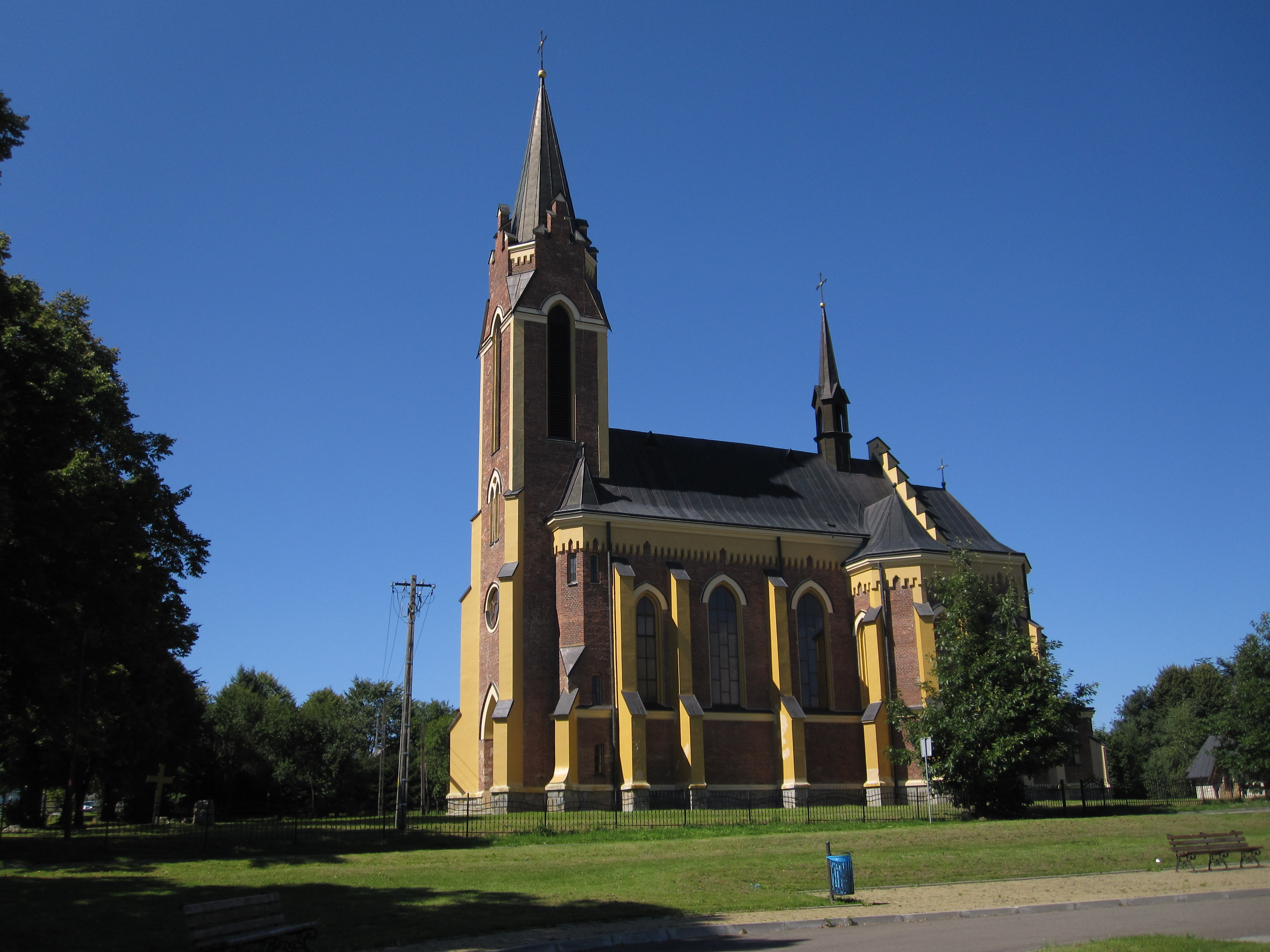
Kościół w Lutowiskach

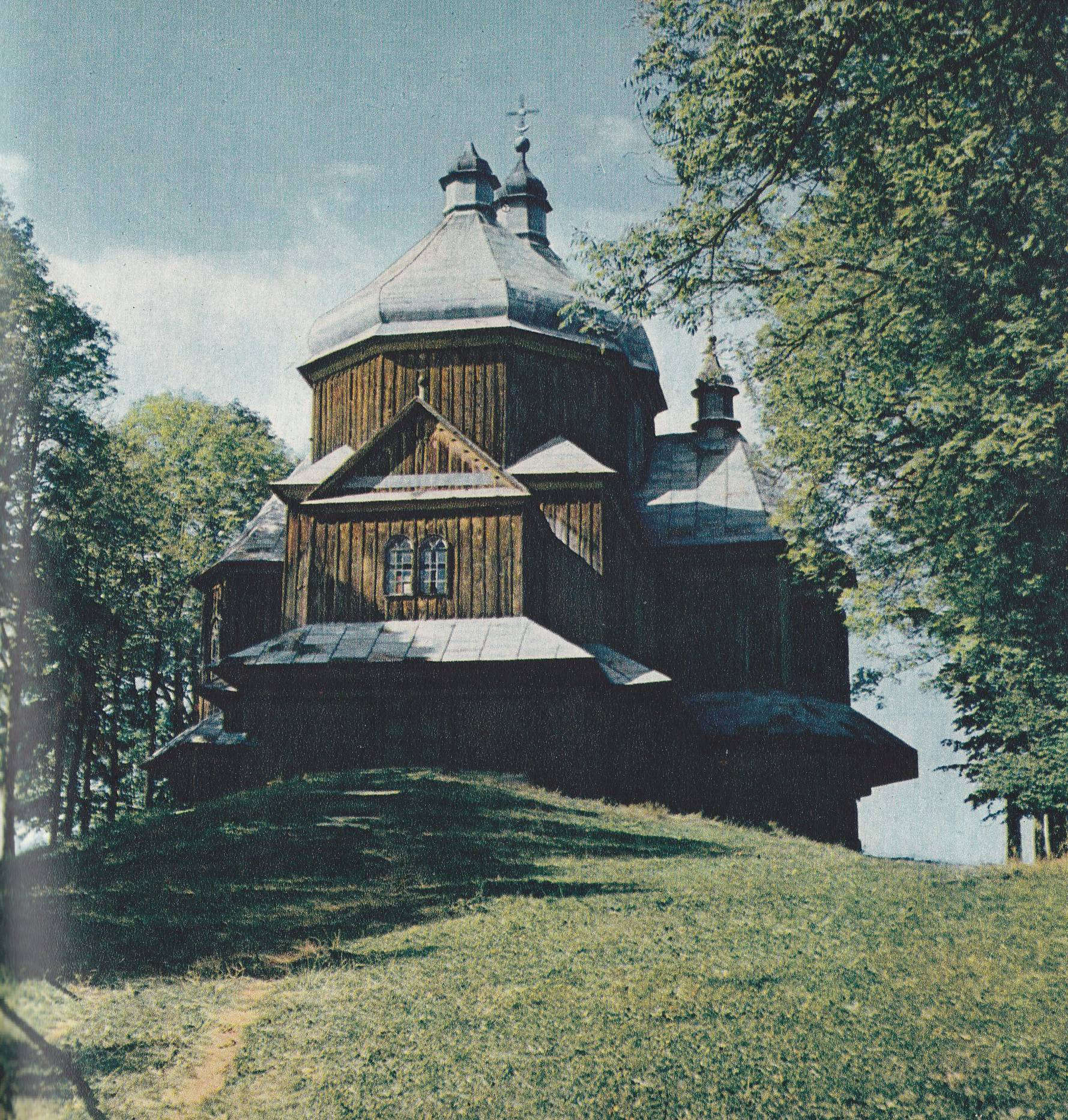
Nieistniejąca obecnie cerkiew greckokatolicka w Lutowiskach – stan w 1968

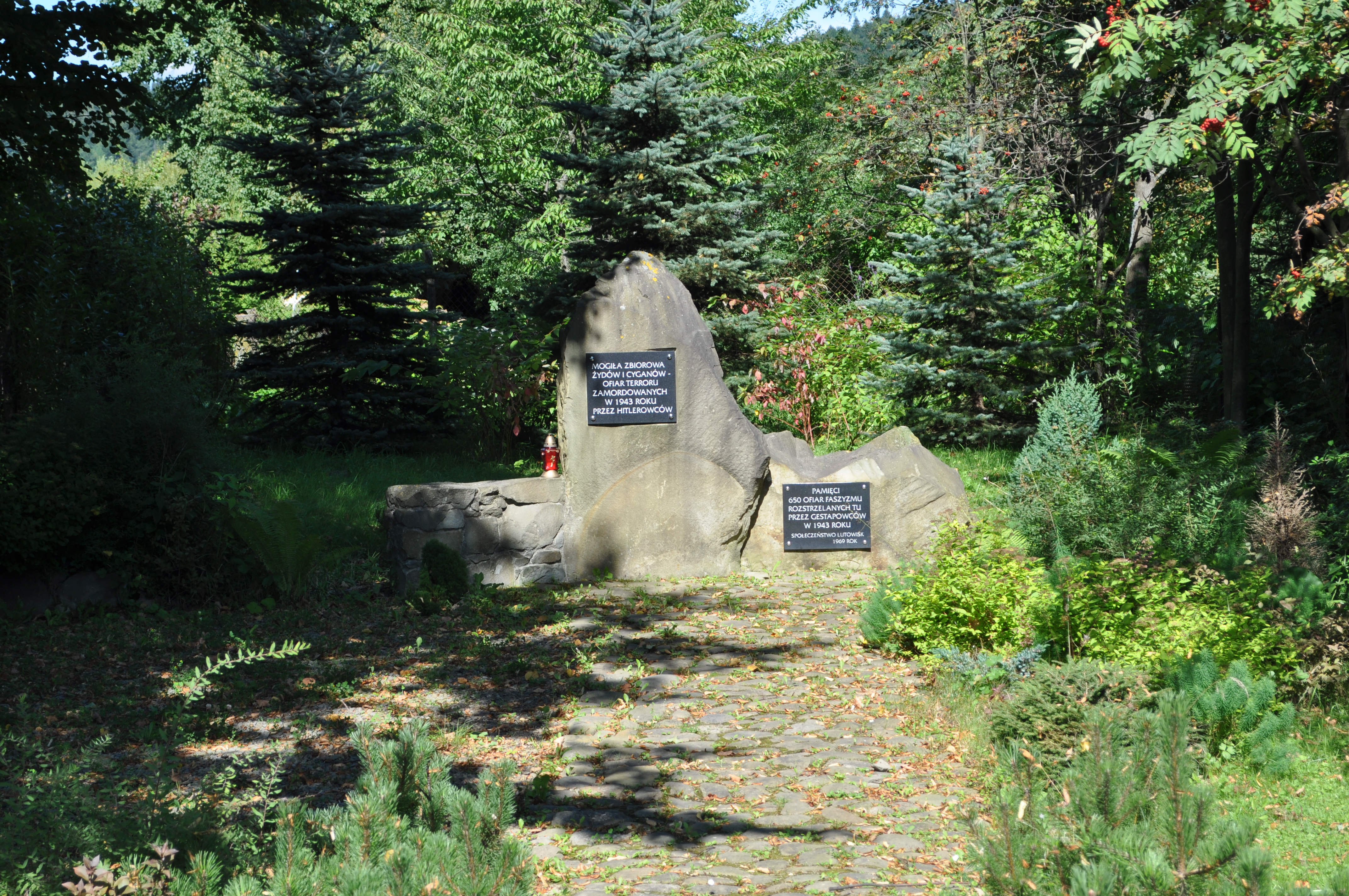
Pomnik ku czci pomordowanych Żydów i Romów – mieszkańców Lutowisk i okolic

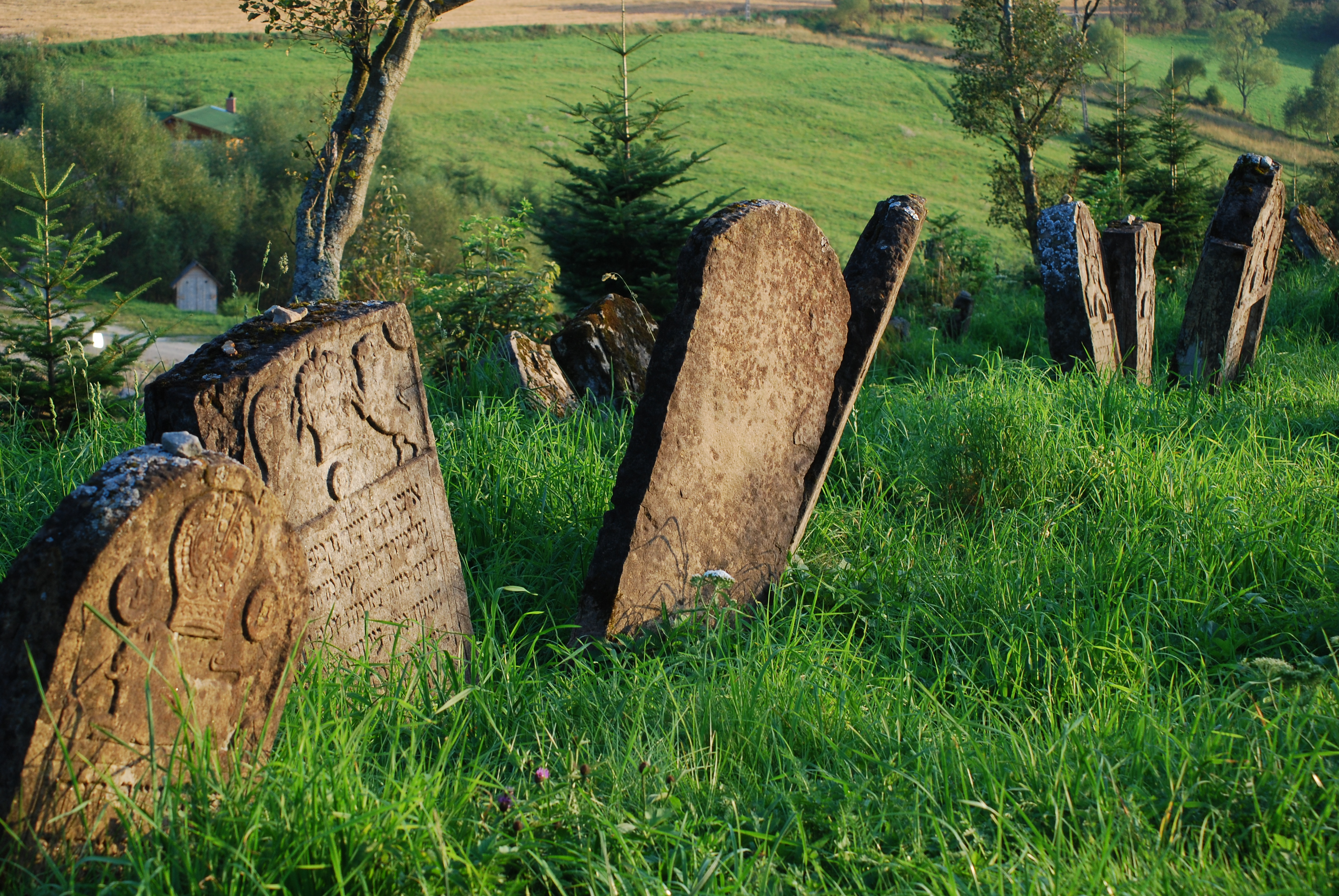
Cmentarz żydowski w Lutowiskach

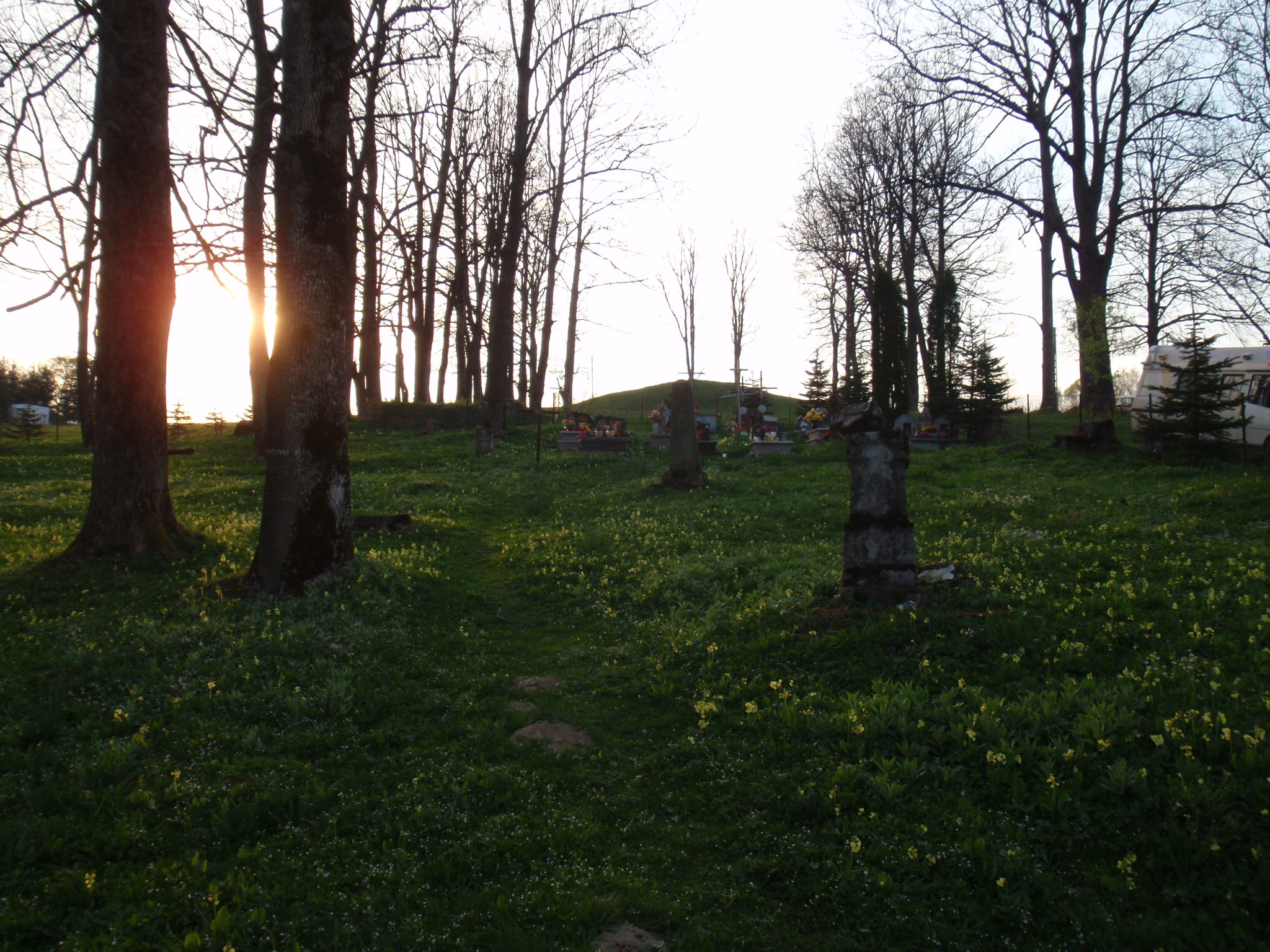
Stary cmentarz katolicki w Lutowiskach

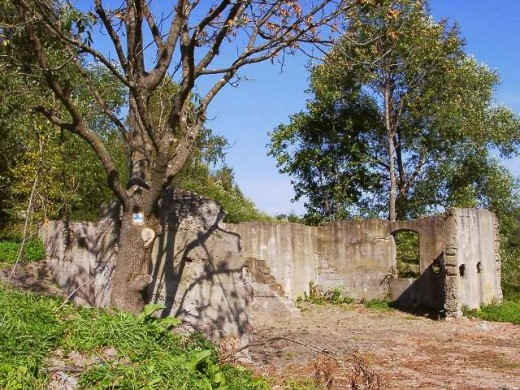
Ruiny synagogi kahalnej w Lutowiskach.

Lutowiska (1944–1957 Szewczenko) – wieś (dawniej miasto) w Polsce położona w województwie podkarpackim, w powiecie bieszczadzkim, w gminie Lutowiska. Leży nad potokiem Smolnik, na styku pasm Ostre i Otryt przy drodze wojewódzkiej nr 896; siedziba gminy Lutowiska.
| SIMC    | Nazwa        | Rodzaj    |
| ------- | ------------ | --------- |
| 0994331 | Krywka       | część wsi |
| 0356211 | Posada Dolna | część wsi |
| 0356228 | Posada Górna | część wsi |

Wieś jest siedzibą sołectwa, w którego skład wchodzą również miejscowości Smolnik, Żurawin i obszar nieistniejącej już wsi Krywka.
Lutowiska uzyskały lokację miejską przed 1742 rokiem, zdegradowane przed 1919 rokiem.

## Nazwa miejscowości
Nazwa miejscowości wykazywała w przeszłości znaczne wahania językowe. Najstarszą jej znaną formą są Letowiszcza (Lethawyszcza 1484, Lyetowyszcza 1515), później Letowiszcze (Letovysce 1494), Latowiszcze (1649), Litowiska (1589) i Litowisko (1678). Dzisiejsza postać nazwy pojawia się dopiero w zapisie z 1828 r. Nazwa pochodzi z jęz. ukraińskiego (l’itowyszcze – „miejsce wypędzania i wypasu bydła w lesie”).
Odgórne zmiany nazwy w XVIII w. (Urbanice) i XX w. (Szewczenko) nie utrzymały się.

## Historia
Osada powstała w X w. Właścicielami osady byli do 1553 Piotr Kmita Sobieński, a następnie do 1579 Barbara Kmita z Herburtów (wdowa po Piotrze Kmicie). Lokacja osady na prawie wołoskim nastąpiła w 1580. Właścicielem po śmierci Barbary Kmity w 1580 został jej brat – Stanisław Herburt (s. Jana) – kasztelan lwowski. W 1589 właścicielem Lutowisk był jeszcze Stanisław Herburt, a potem Erazm Herburt; w 1620 Iwan Polański; w 1663 Polańscy (Piotr z Terenowy Polański).
Lutowiska kupił następnie Bazyli Ustrzycki i przekazał je w posagu córce Mariannie, zamężnej z Szymonem Urbańskim – łowczym kamienieckim. W latach trzydziestych właścicielem osady był XVIII w. Michał Urbański, podczaszy żydaczowski. W 1739 roku erygował parafię w Cisnej, gdzie też był dziedzicem.
W 1742 roku Lutowiska otrzymały od Augusta III, prawo odbywania 10 jarmarków rocznie, a nazwę miejscowości zmieniono na Urbanice, aby uczcić właściciela Ludwika Urbańskiego. Nowa nazwa nie przyjęła się. Jarmarki z kolei przyczyniły się do znacznego rozwoju miejscowości. W wydanej po raz pierwszy w 1786 r. książeczce pt. „Geografia albo dokładne opisanie królestw Galicyi i Lodomeryi” jaj autor, hrabia Ewaryst Andrzej Kuropatnicki napisał krótko: Lutowiska. Wielkiemi jarmarkami na woły sławne.
Majątek w Lutowiskach przejęli następnie Górscy. I tak w 1779 – właścicielem był Józef Górski, w 1819 – Ignacy Górski, 1828–1848 – Józef Górski. Hrabia Ksawery Konarski, uczestnik powstania listopadowego z 1831, był właścicielem dóbr Lutowiska.
21 lutego 1846 powstańcy z południowej części obwodu sanockiego zmierzali na północ w celu opanowania Sanoka trzema szlakami: z Cisnej przez Baligród, z Lutowisk oraz z Ustrzyk Dolnych i z Ustianowej. Po zniesieniu pańszczyzny w 1848 nastąpiło rozdrobnienie gruntów. Licytowane majątki przejęli przedsiębiorcy drzewni, budując tartaki. Córka Ksawerego Konarskiego, hr. Aleksandra Krasicka z d. Konarska, dziedziczka tej miejscowości, uczestniczka powstania styczniowego z 1863, ukrywała zbiegów w swoim majątku w Lutowiskach. W 1868 Lutowiska były własnością Franciszka Konarskiego, a pod koniec XIX w. właścicielem Lutowisk był hrabia Stanisław Konarski.
25 stycznia 1915 w bitwie pod Lutowiskami Austriacy (w 30 stopniowym mrozie) rozbili rosyjską kawalerię chana Nachiczewskiego. W czasie tych walk Lutowiska zostały spalone, zaś wielu jej mieszkańców zginęło lub zostało przez Rosjan wywiezionych na Syberię za sprzyjanie Austrii.
W maju 1919 roku Ukraińcy wycofali się w rejon Hołowiecka, a do Lutowisk wkroczyło Wojsko Polskie pod dowództwem kapitana Rawskiego. Lutowiska utraciły prawa miejskie w 1919 roku, ale do II wojny światowej stanowiły okoliczne centrum handlowe i administracyjne. W miejscowości istniały 2 rynki – Rynek Górny i Rynek Dolny.
W latach 1939–1941 miejscowość na mocy paktu niemiecko-radzieckiego z 23 sierpnia 1939 należała do ZSRR. Rosjanie przeprowadzili nacjonalizację, która dotknęła przede wszystkim zamożniejsze grupy społeczne – Żydów i Polaków. Miejscowemu przedsiębiorcy Januszowi Ziółkowskiemu odebrano olejarnię, tartak i jedyną bieszczadzką spalinową elektrownię (Ziółkowski zelektryfikował Lutowiska zaledwie dwa lata wcześniej). Od listopada 1941 do sierpnia 1944 wieś była siedzibą urzędu gminy w powiecie sanockim.
W czerwcu 1941 roku miejscowość została zajęta przez Niemców. W czerwcu 1942 Johann Bakcer i Arnold Doppke – gestapowcy, którzy przybyli z Ustrzyk Dolnych – rozstrzelali ok. 650 miejscowych Żydów, Polaków i 30 Romów. Na miejsce kaźni ofiary spędziła i zwiozła Ukraińska Policja Pomocnicza. Po zlikwidowaniu Żydów spalono ich zabudowania, czyli całą drewnianą zabudowę położoną przy rynku oraz synagogi. W 1943 rozstrzeliwano ludność w wąwozie za kościołem. W egzekucjach brali udział gestapowcy Juni i Henemilck. 18 lipca 1944 Niemcy wywieźli volksdeutschów, administrację, nadleśnictwo, pracowników kopalni ropy i wszystkich, którzy mogli im się przydać. 20–22 lipca 1944 bojówki UPA wymordowały w Lutowiskach polskie rodziny Górali, Góraszewskich, Kukurowskich, Raszowskich, Samborskich, Ziółkowskich, Federeszczaka.
W latach 1944–1951 Lutowiska należały do Związku Radzieckiego i zostały przemianowane na Szewczenkowo. W czasie przynależności Lutowisk do ZSRR (1944–1951) świątynia katolicka w Lutowiskach uległa całkowitej dewastacji. Nabożeństwa musiały odbywać się w cerkwi aż do 1963 roku, do gruntownego remontu zorganizowanego przez pierwszego powojennego proboszcza ks. Antoniego Zawiszę.
Lutowiska znalazły się ponownie w Polsce w 1951 roku w ramach umowy o zamianie granic. Ludność dotychczas tu zamieszkującą wysiedlono. Miejscem przesiedlenia 274 rodzin (1043 osób) stała się wieś Dudczany w kołchozie Krasnoflotiec nad dolnym Dnieprem, prawie tysiąc kilometrów na południowy wschód od Bieszczadów. Do Szewczenka przesiedlono natomiast polskich mieszkańców z Sokalszczyzny i Hrubieszowszczyzny. Pierwotną nazwę Lutowiska przywrócono dopiero w 1957 roku. W okresie PRL w miejscowości funkcjonowało kino Strażnica.
W latach 1975–1998 miejscowość administracyjnie należała do województwa krośnieńskiego. W miejscowości działało państwowe gospodarstwo rolne – Państwowe Przedsiębiorstwo Rolne Lutowiska.
W miejscowości ma siedzibę rzymskokatolicka parafia Świętego Stanisława Biskupa.

## Demografia
- 1921 Lutowiska zamieszkiwało 2125 osób (w 261 domach mieszkalnych):
  - 1220 wyznania mojżeszowego
  - 769 wyznania greckokatolickiego
  - 136 wyznania rzymskokatolickiego
- 1939 – 3468 osób
- 2011 – 762 osób[11][12]
- 2020 – 773 osoby[1]

## Zabytki
W rejestrze zabytków:
- Kościół pw. św. Stanisława Biskupa w Lutowiskach – neogotycki kościół pw. św. Stanisława Biskupa (1911-20)
- Stary cmentarz katolicki – cmentarz służący katolikom obu obrządków między XVIII a XX wiekiem
- drewniana willa sprzed I wojny światowej

Pozostałe:
- Cerkiew św. Michała Archanioła w Lutowiskach – nieistniejąca cerkiew greckokatolicka
- Synagoga kahalna w Lutowiskach – nieistniejąca synagoga
- Synagoga w Lutowiskach – nieistniejąca synagoga
- Cmentarz żydowski w Lutowiskach założony w drugiej połowie XVIII wieku, na którym zachowało się co najmniej 500 macew
- Pomnik ku czci pomordowanych Żydów i Romów

## Osoby związane z Lutowiskami
W 1907 w Lutowiskach urodził się Leon Penner, prokurator oskarżający zbrodniarzy hitlerowskich w powojennych procesach.

## Galeria
Lutowiska – zdjęcia archiwalne (sierpień 1938 r.)

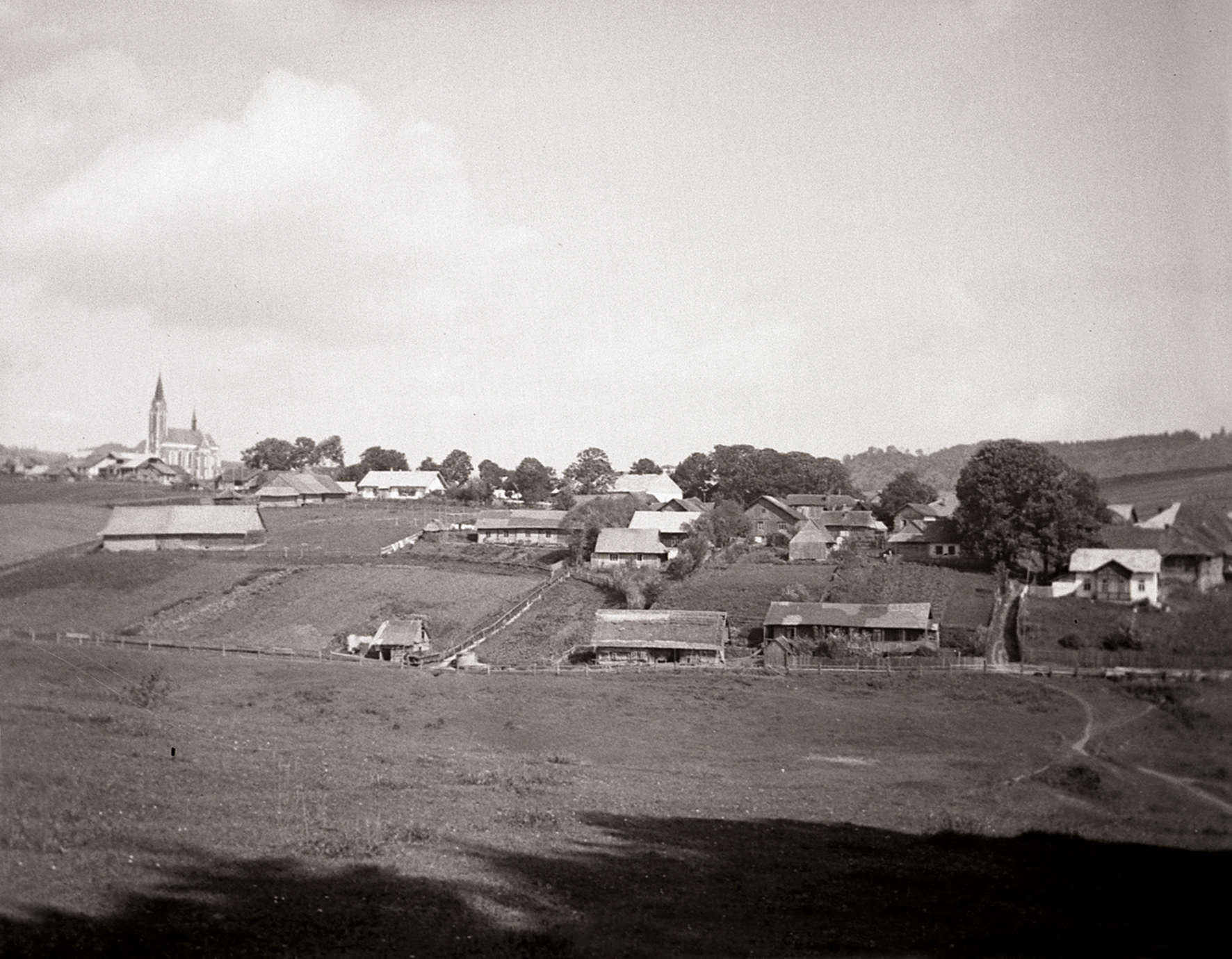
Widok wsi w kierunku północno-zachodnim
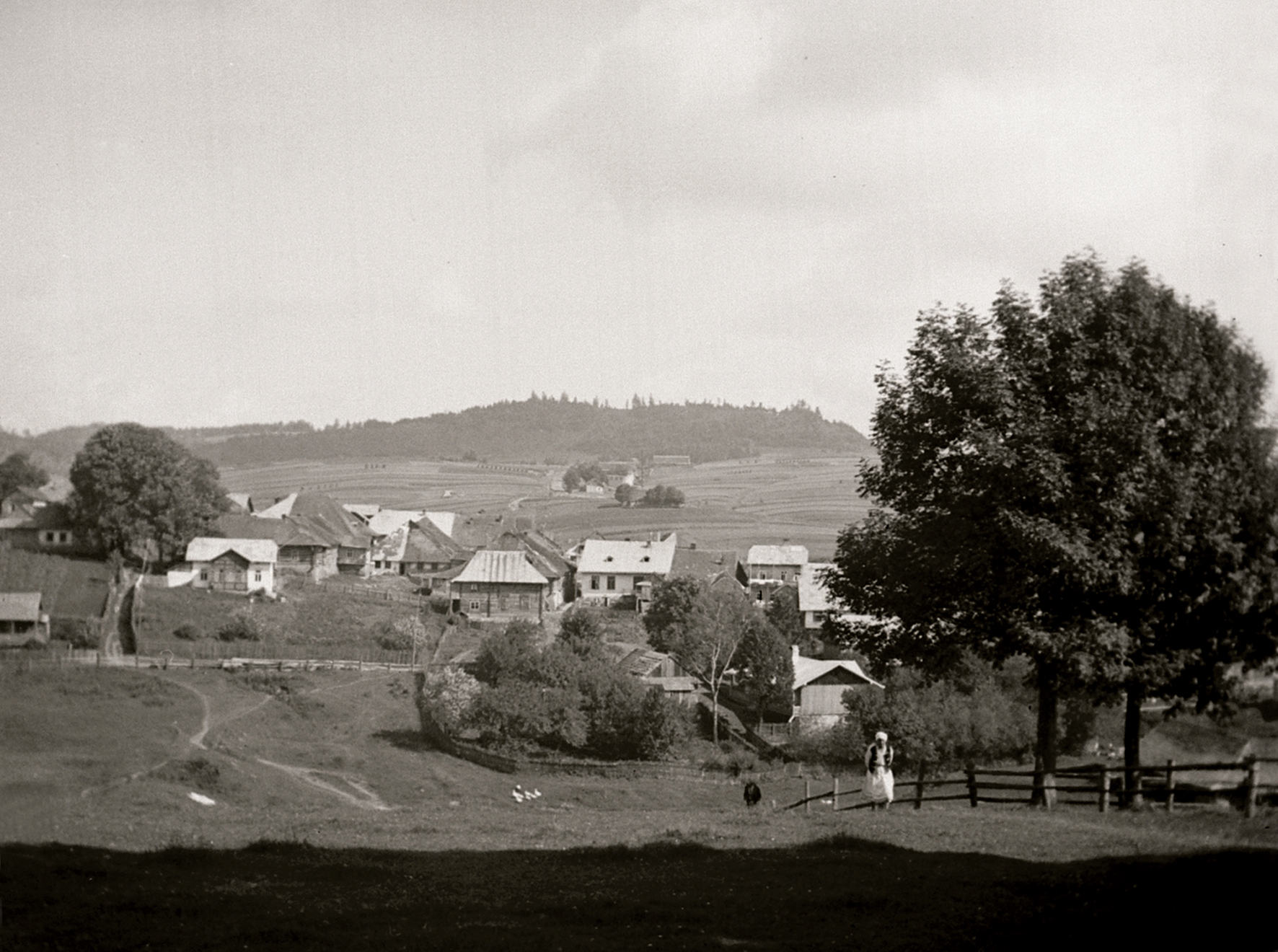
Widok wsi w kierunku północnym
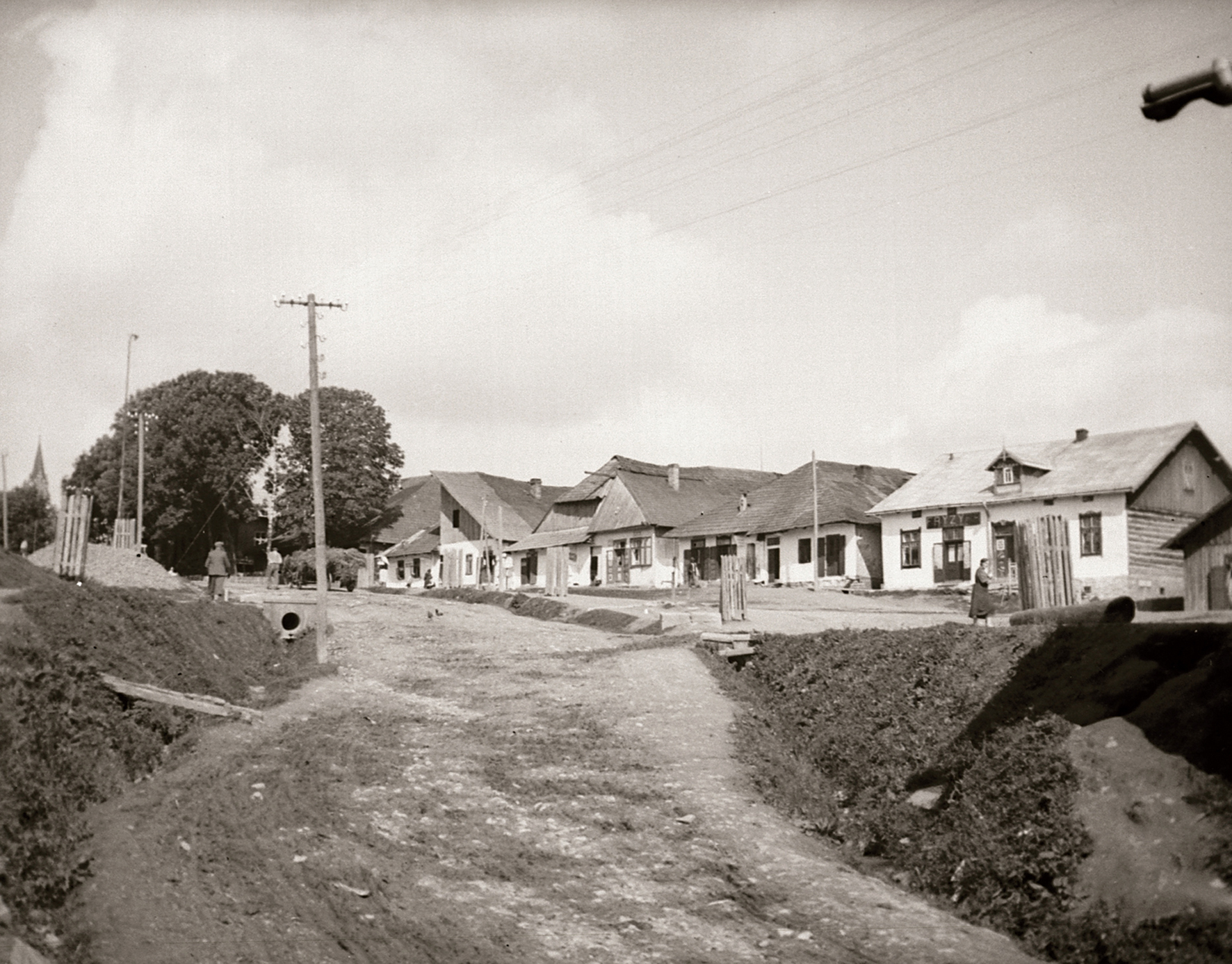
Rynek Górny (fragm. I)
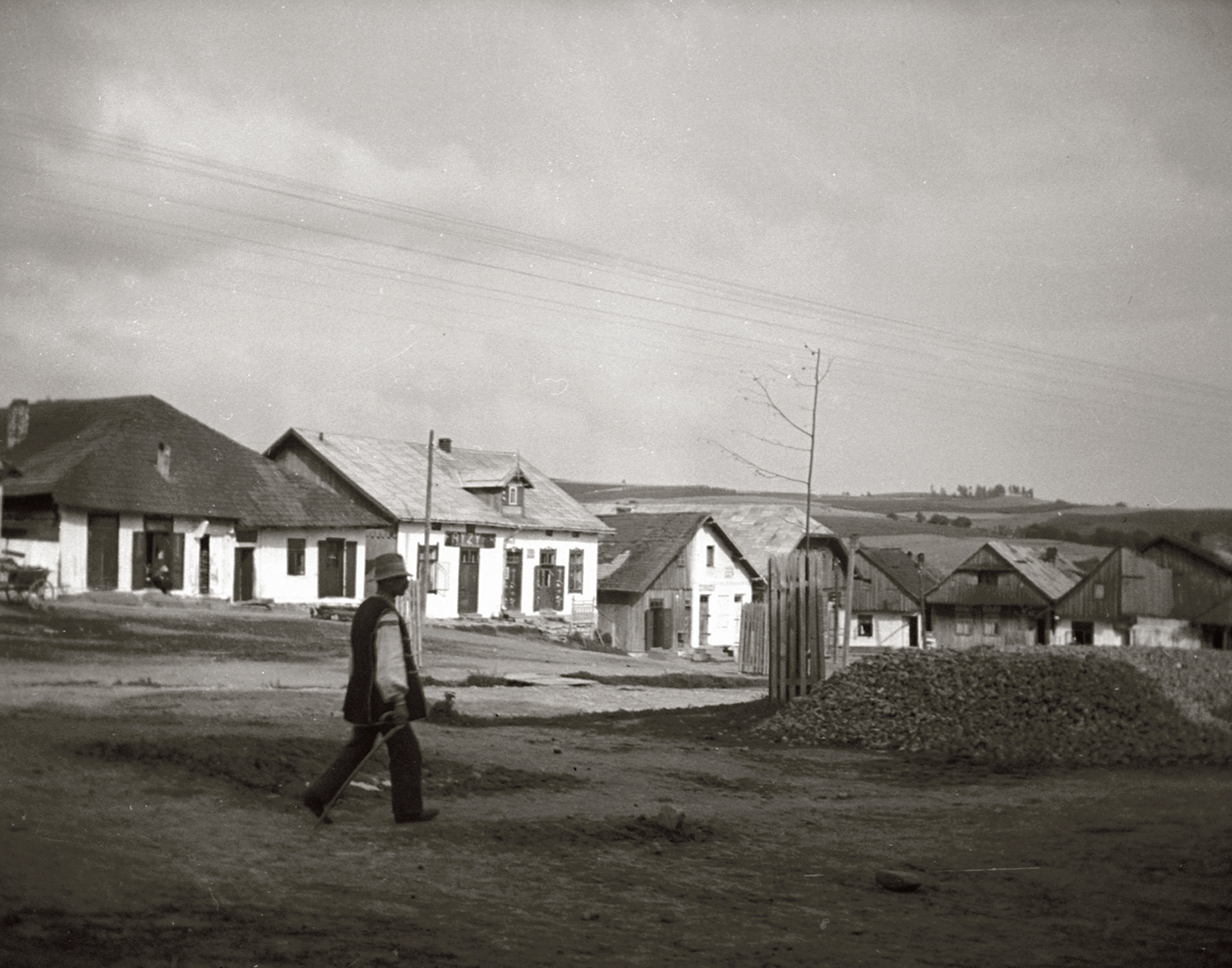
Rynek Górny (fragm. II)

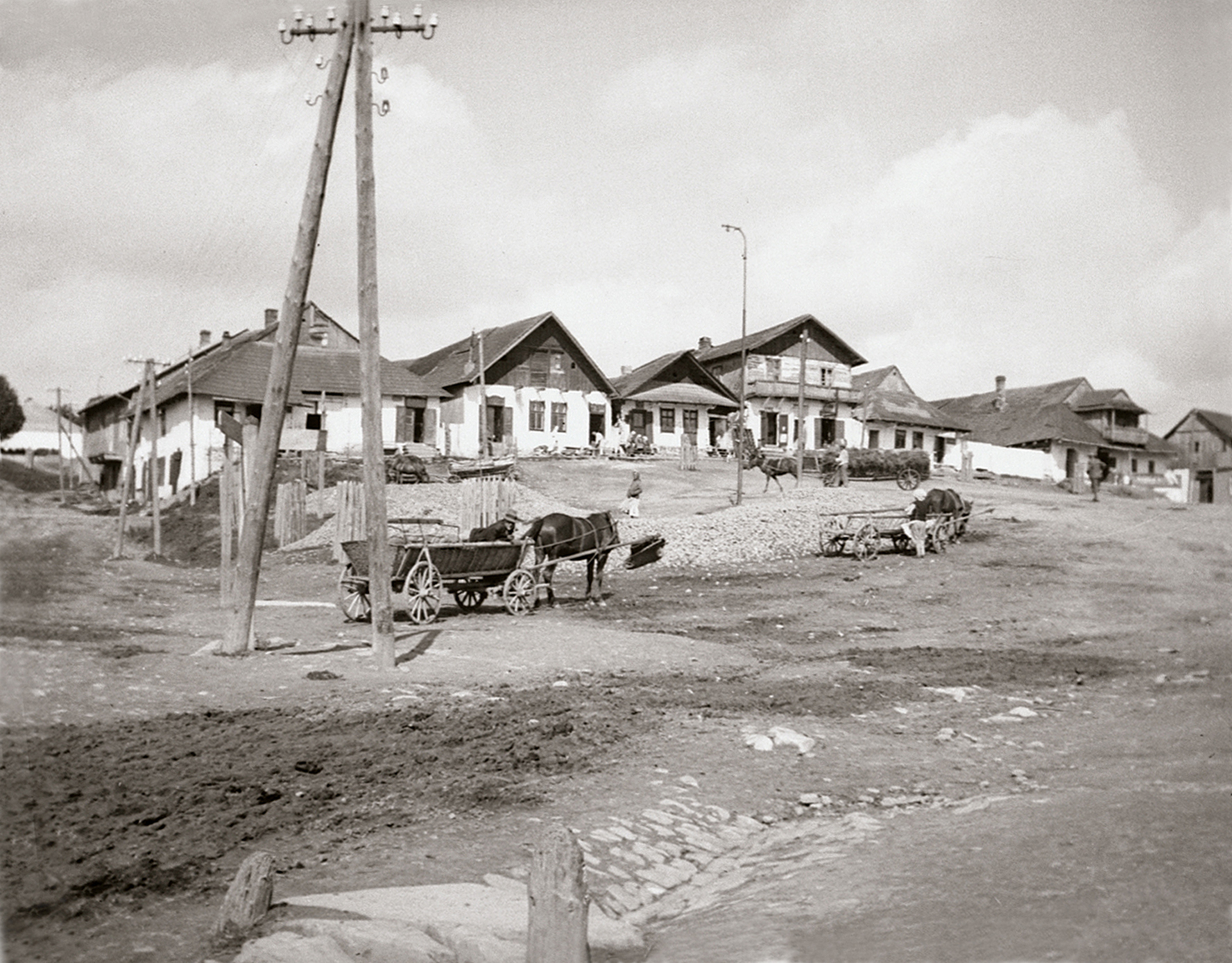
Rynek Dolny (fragment)
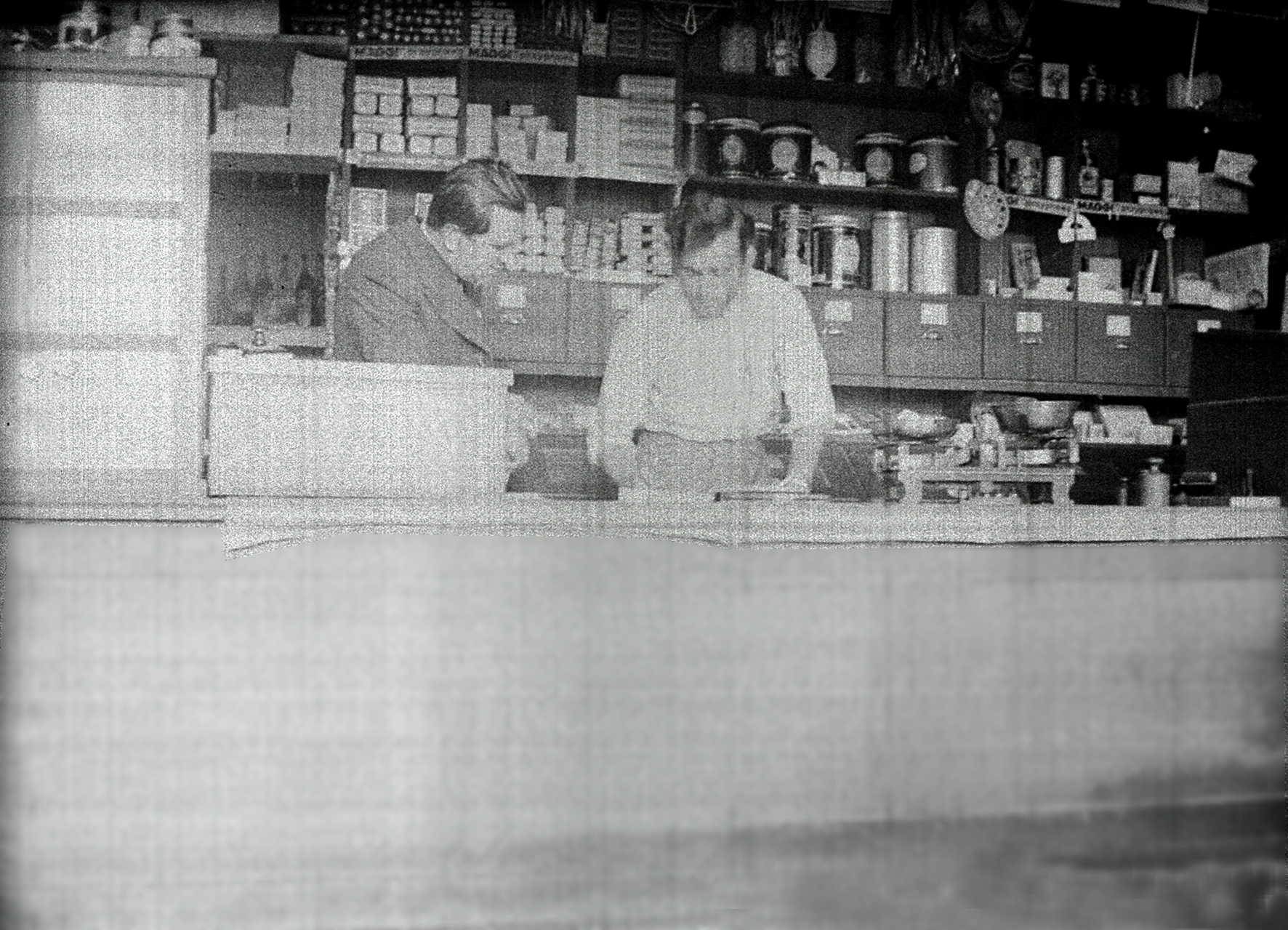
Sklep, za ladą – subiekt (po prawej)
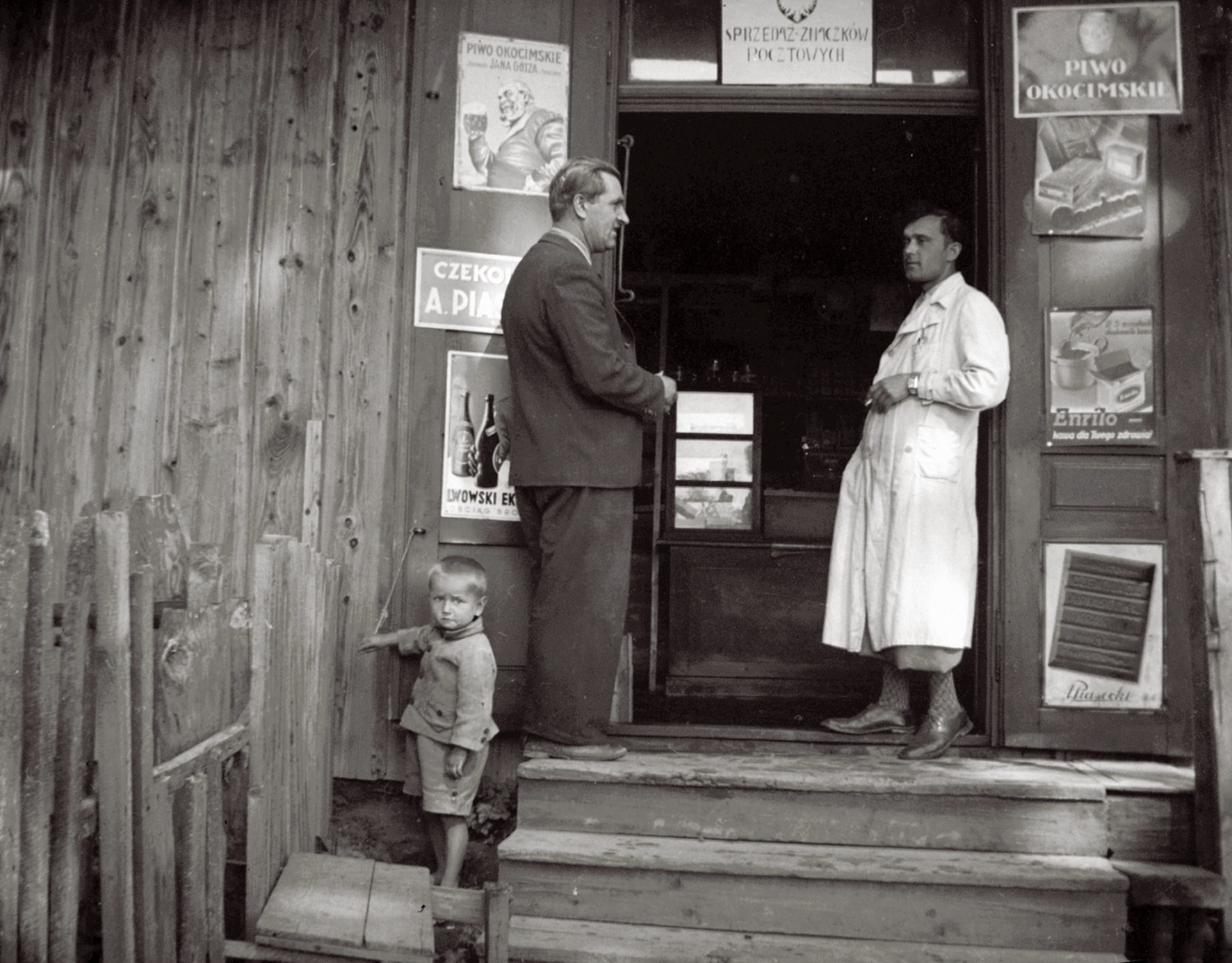
Ten sam sklep, subiekt (po prawej)
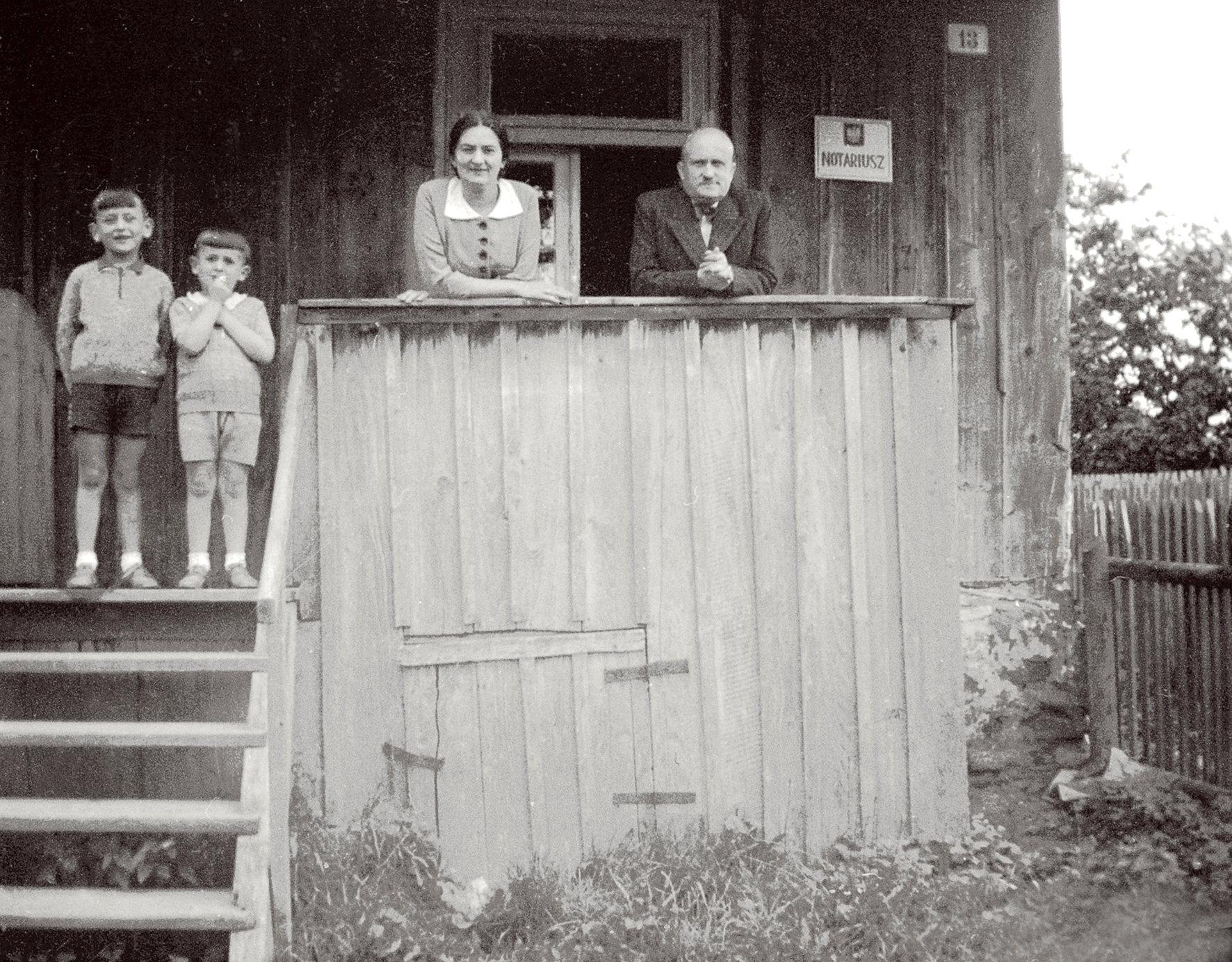
Notariusz dr Leon Mietelski (od prawej) z żoną Ireną oraz synami Markiem i Janem (w II połowie 1938 r.)

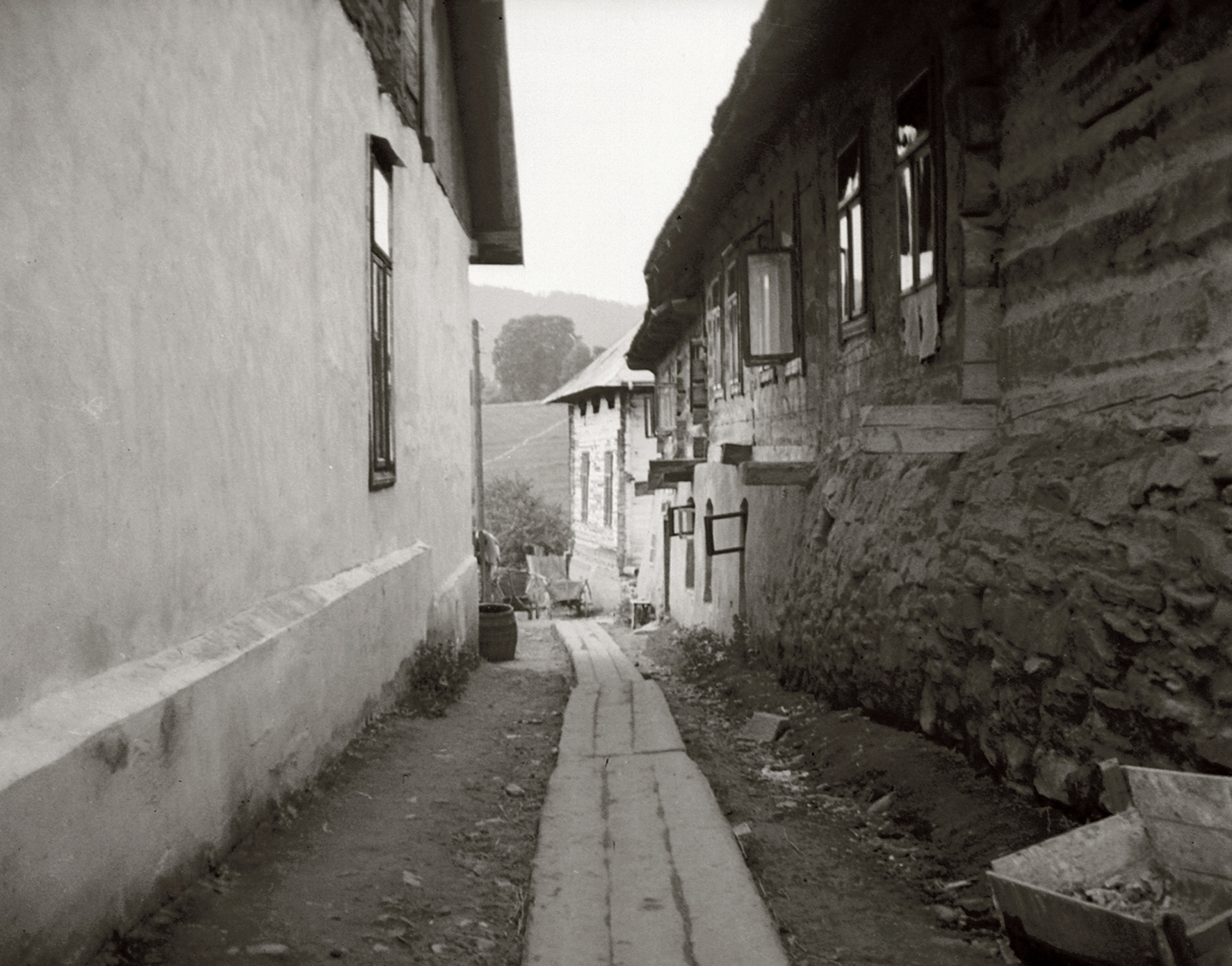
Uliczka niedaleko kancelarii notarialnej
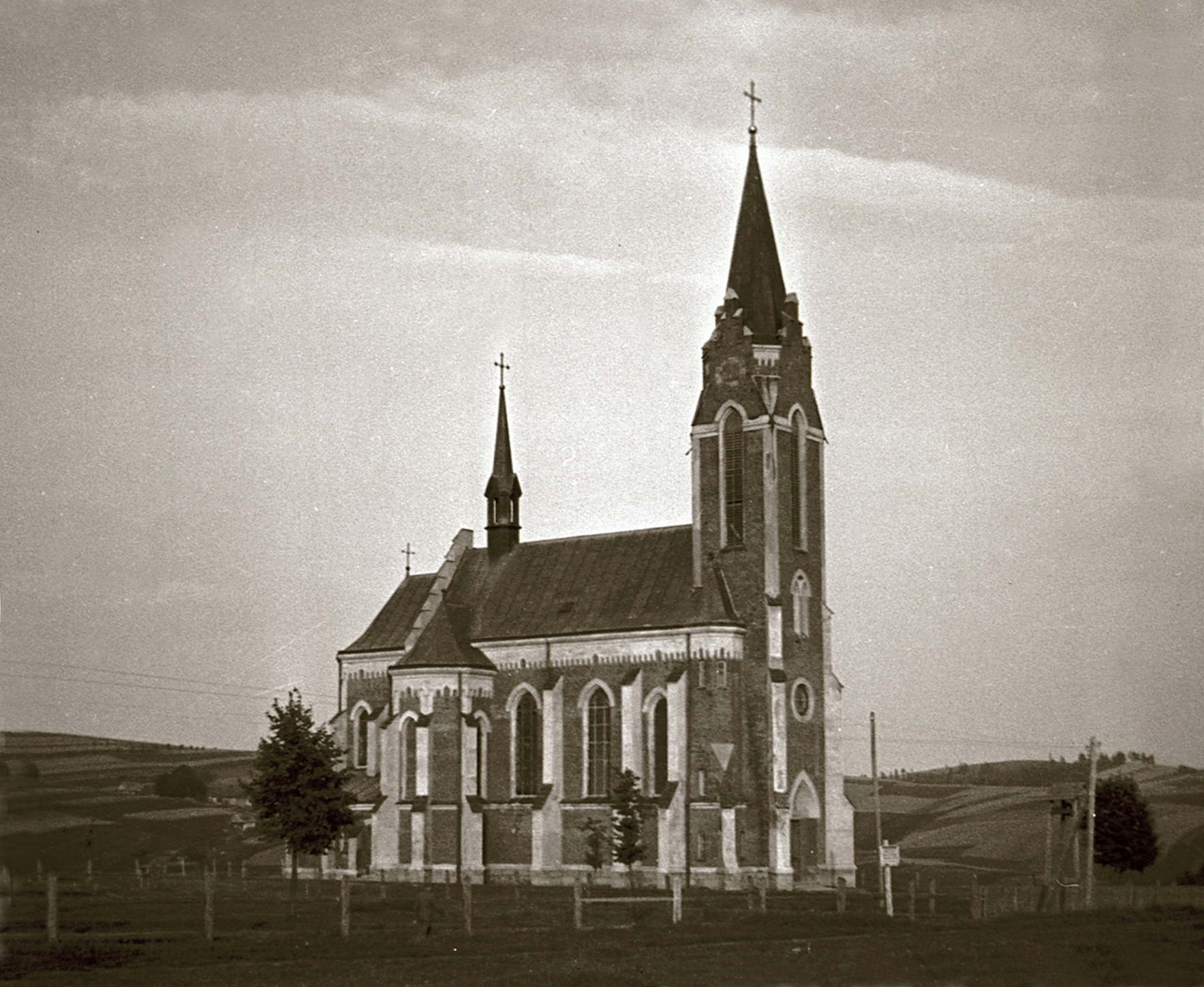
Kościół św. Stanisława Biskupa
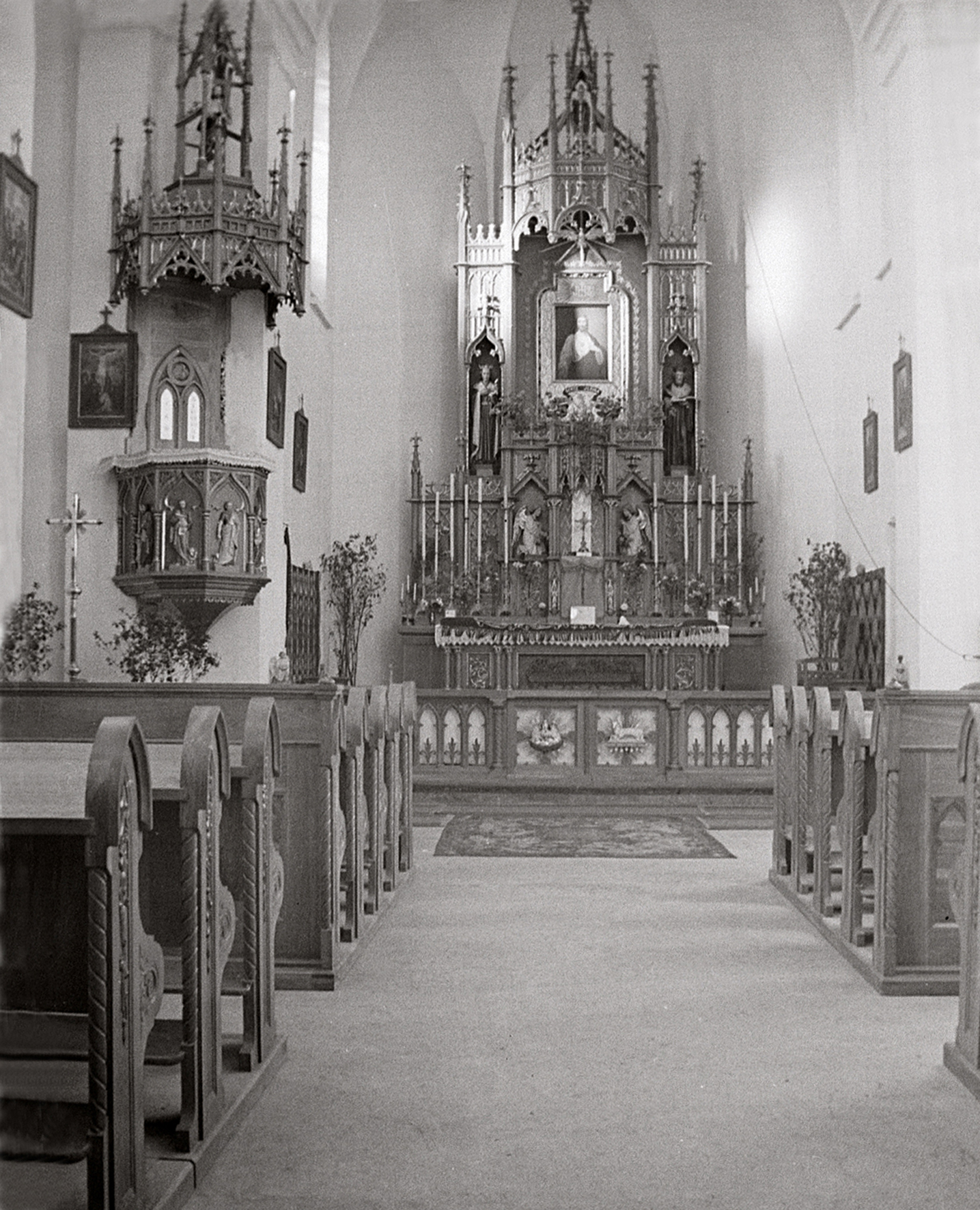
Wnętrze kościoła
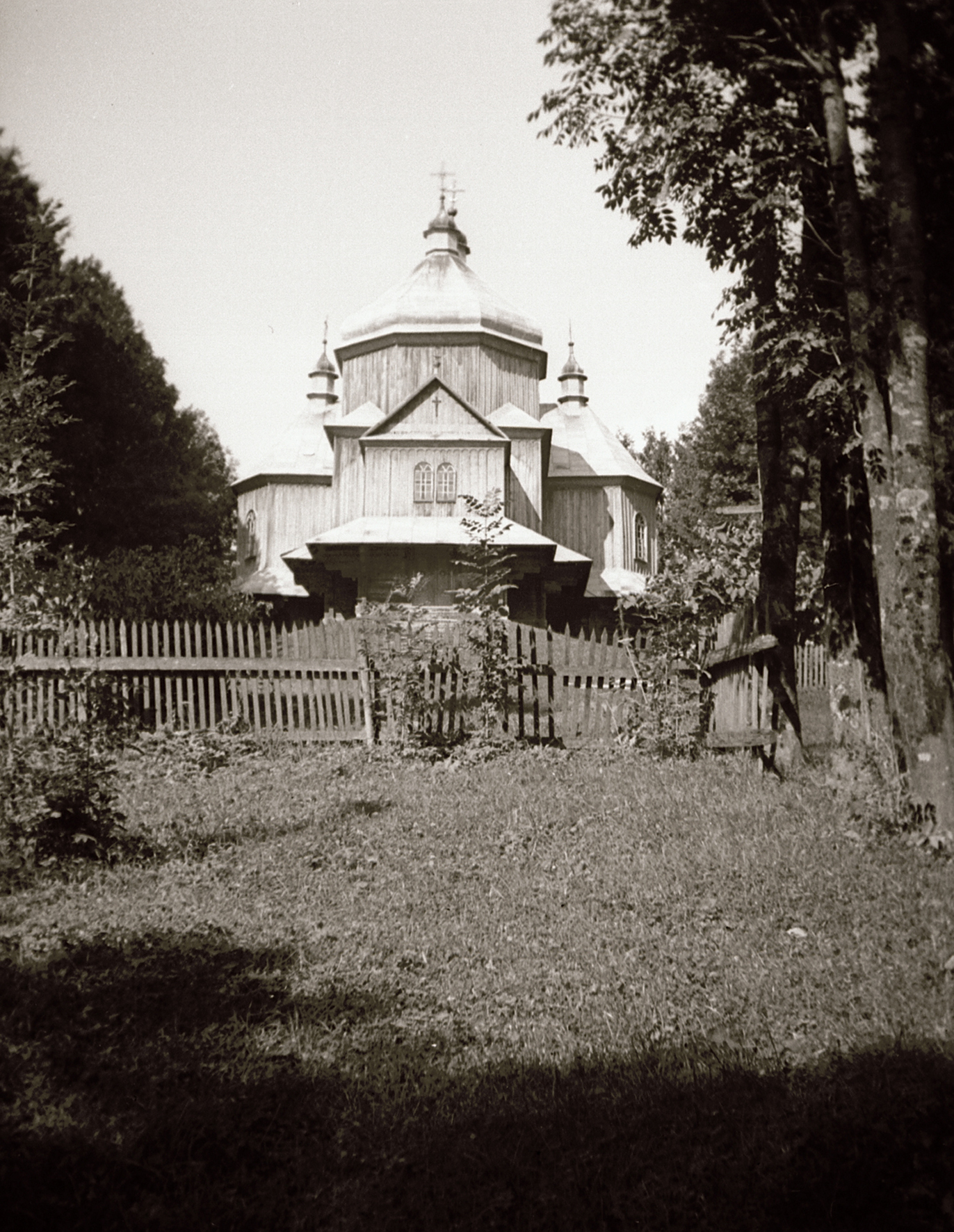
Cerkiew św. Michała Archanioła (z przodu)
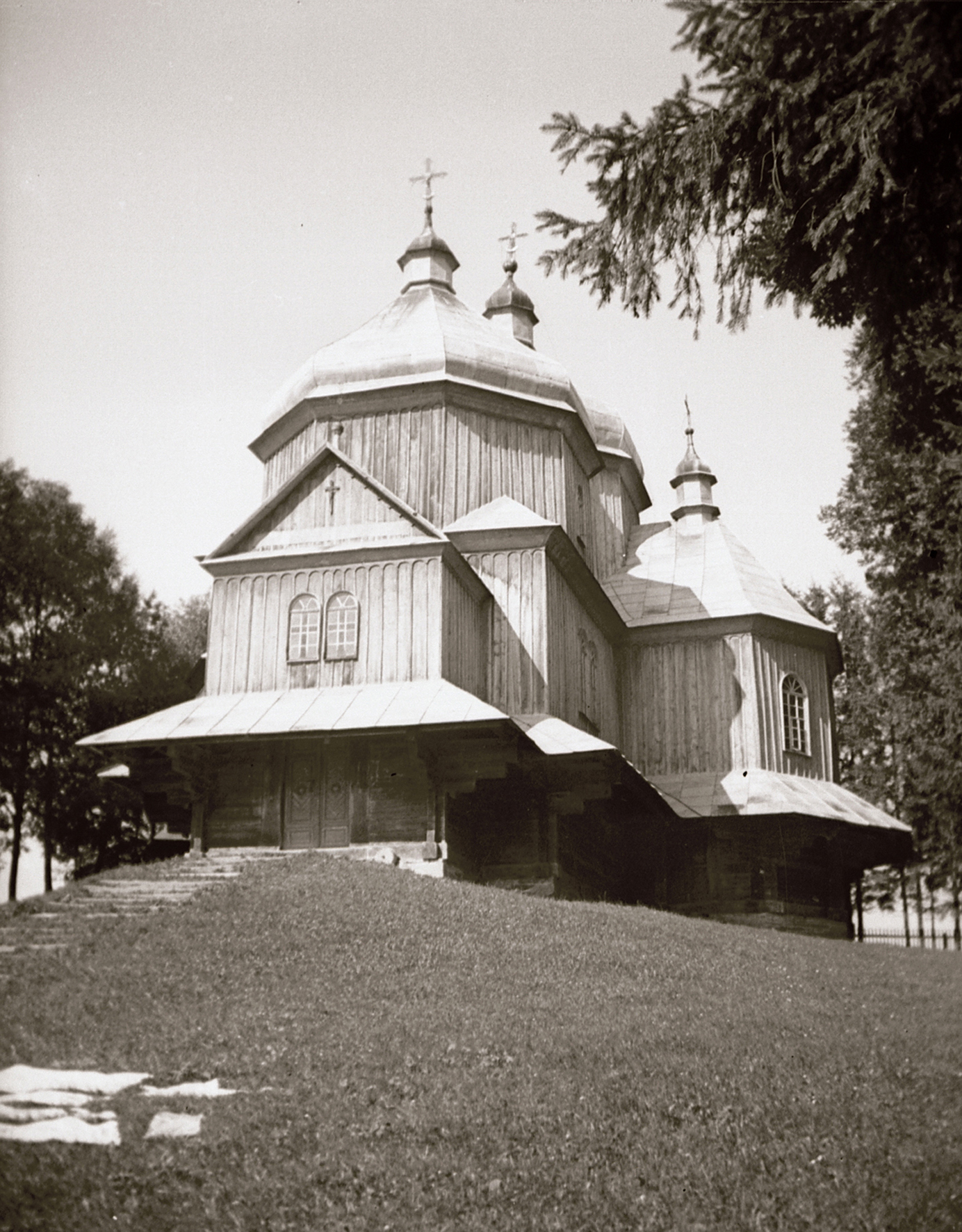
Cerkiew św. Michała Archanioła (z boku)